# Craspedolepta intermedia
Craspedolepta intermedia är en insektsart som beskrevs av Loginova 1962. Craspedolepta intermedia ingår i släktet Craspedolepta och familjen rundbladloppor. Inga underarter finns listade i Catalogue of Life.